# Molí de Ca l'Oliver
El Molí de Ca l'Oliver és un antic molí paperer, únic en funcionament actualment al sud del nucli de Sant Quintí de Mediona (Alt Penedès). Fou un establiment de fabricació de paper construït al segle xviii. Al voltant del molí hi ha diverses cases construïdes al costat d'un molí, en general tenen una sola planta.
El conjunt està situat al costat de la Riera de Sant Quintí, a la plana del Penedès. Aquests molins es troben a la vora de la riera per aprofitar el corrent d’aquest riu mitjançant molins d’aigua i transformar el moviment d'aquests en energia aprofitable per fabricar paper. Els primers registres del molí paperer de Ca l’Oliver daten de l’any 1703. És un dels edificis amb intenció industrial més antics de Sant Quintí de Mediona. El registre de l’any 1703 es troba gravat en una arcada de pedra d’un dels molins.
La fàbrica de Ca l’Oliver tenia una turbina hidràulica, que mitjançant la transmissió directa, accionava l'embarrat de la fàbrica tèxtil. L’aigua sortia de la bassa mitjançant una canonada de més de setanta metres per aconseguir activar la turbina.

## Arquitectura
La fàbrica és de tàpia, amb els angles cantoners reforçats amb pedra i les portes també fetes amb pedra. El molí és de planta baixa, pis i golfes, amb finestres de ventilació a la part superior. L'edifici està format per parets de paredat i per carreus de gran mida que, conjuntament, formen les altes cantonades de l'antic edifici. També consta d'arcs de mig punt adovellats. Actualment, els murs de la construcció es troben en perill d'enderrocament.

## Història
En l'any 1703 es crea la primera referència del molí de Ca l'Oliver de Sant Quintí de Mediona, possiblement una de les construccions industrials més antigues que encara es conserva.
A L'any 1775, la junta de Catalunya va publicar que el molí paperer de Sant quintí de Mediona, que el seu propietari era Josep Olivé, produïa 2200 resmes anuals de paper i ocupava un lloc destacat entre els cent principals molins paperers catalans. Les seves instal·lacions comptaven amb dos molins de paper blancs, dos molins de paper d'estrassa i un molí fariner en el qual constituïen el nucli paperer més important del municipi.
Al 1871, construeixen la nova fàbrica dedicada inicialment al tèxtil, la fabrica utilitza molins fariners.